# The Jamaica Regiment
+
Pour les articles homonymes, voir Jamaica.
The Jamaica Regiment est la formation principale des troupes de l'armée de terre de la Jamaican Defence Force (littéralement, Force de défense jamaïcaine). Il s'agit d'un régiment d'Infanterie motorisée composé de trois bataillons, deux réguliers et un territorial. Le régiment a deux rôles principaux : assurer la défense territoriale de la Jamaïque et assister la Jamaica Constabulary Force (littéralement, la Force constabulaire de la Jamaïque) avec l'application de la loi localement.
Ses traditions remontent aux West India Regiments (en) de l'Empire britannique.

## Régiments affiliés
- The Mercian Regiment (en) ( Royaume-Uni)
- The Royal Canadian Regiment ( Canada)